# Kjøllefjord
Kjøllefjord este o localitate din comuna Lebesby, provincia Finnmark, Norvegia, cu o suprafață de 0,45 km² și o populație de 927 locuitori (2013).